# Ponte Juscelino Kubitschek de Oliveira
A Ponte Juscelino Kubitschek de Oliveira foi uma ponte sobre o rio Tocantins que ligava os municípios de Aguiarnópolis, no estado do Tocantins, e Estreito, no Maranhão. Seu desabamento, em dezembro de 2024, cortou a única ligação rodoviária na conurbação Estreito-Aguiarnópolis.
Inaugurada em 1961, a estrutura da ponte era de concreto armado nas cabeceiras e concreto protendido na laje do vão central, comprimento de 533 metros, com duas faixas de rolamento. Era parte das rodovias BR-226 e BR-230.

## História
As primeiras discussões sobre a construção de uma ponte sobre o Rio Tocantins surgiram em 1955 através de discussões na Câmara dos Deputados. Em 1956, surgiu o projeto de lei 392 que autorizava o governo federal a construir uma ponte sobre o Rio Tocantins entre Tocantinópolis e Porto Franco. A lentidão na discussão do projeto fez com que ele fosse arquivado em 1963, cerca de dois anos após a construção da ponte. O projeto da ponte foi incorporado ao da Rodovia Belém-Brasília pela Rodobrás (estatal inicialmente criada pelo governo de Juscelino Kubitschek para coordenar a construção da rodovia). Iniciado em 1958, o projeto foi elaborado inicialmente pelo engenheiro francês Simon Rajfus da empresa Sogebral. Mais tarde, foi transferido para o engenheiro Arthur German. A ponte prevista tinha 429 metros de comprimento e 19 pilares.
As obras foram iniciadas em maio de 1959 pelo engenheiro Gilberto Rocha Salgueiro, porém a empresa contratada não conseguiu prosseguir com as obras e desistiu do projeto. A Rodobrás decidiu contratar o engenheiro Sérgio Marques de Souza para revisar o projeto. Autor dos projetos do Viaduto Vila Rica, do arco central da Ponte Ernesto Dornelles e considerado um dos melhores engenheiros de pontes brasileiro, Souza decidiu construir a ponte através de vigas de concreto armado e protendido. O novo projeto foi implementado pela Sergio Marques de Souza S/A (Sermaso), sob supervisão da Rodobrás.

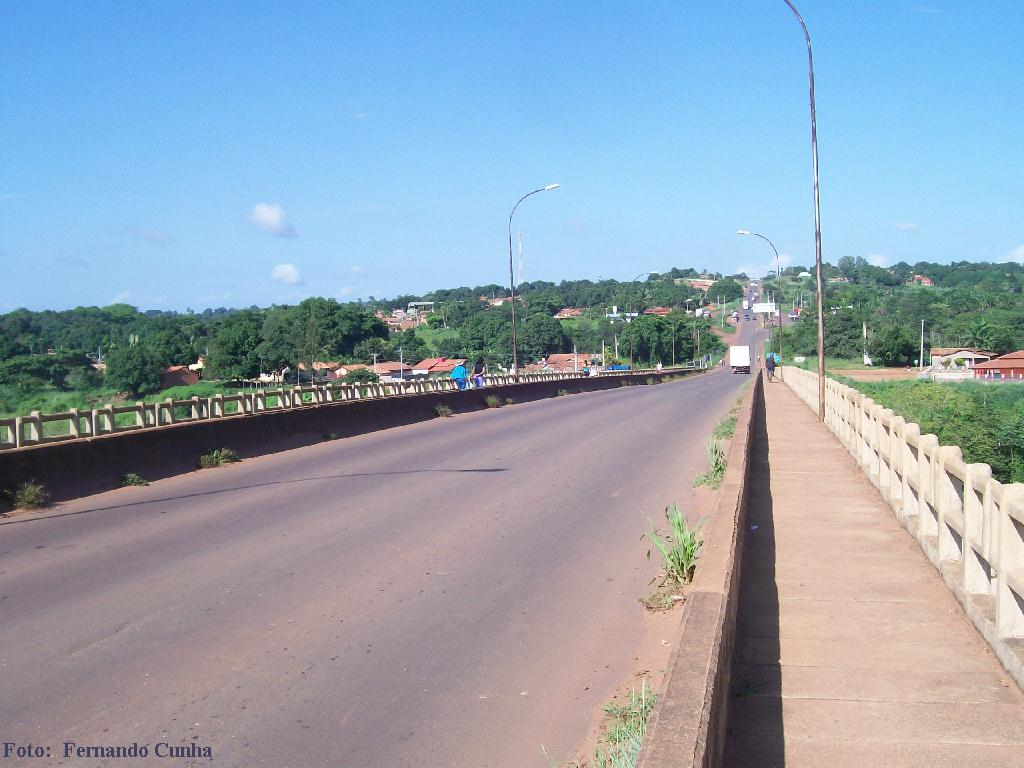
Aspecto da ponte em 2008

Com 532,7 metros de comprimento e 10 metros de largura, o novo projeto possuía um vão livre de 140 metros de comprimento (o maior do mundo naquele momento). Para sua construção foram empregados 50 mil sacos de cimento, 4500 m³ de areia 6 mil m³ de pedra britada, 550 toneladas de aço CA37, 147 toneladas de aço duro 7mm e seu escoramento consumiu 25 mil m² de tábuas. Para a construção da ponte sobre o Rio Tocantins, foi empregado o sistema de balanços progressivos em concreto protendido, desenvolvido pelo engenheiro Emílio Henrique Baumgart (sendo que Souza foi um de seus auxiliares). Enquanto as extremidades da ponte foram construídas em concreto armado, o vão central de 140 m foi construído em concreto protendido.
A ponte sobre o Rio Tocantins tinha previsão de abertura para dezembro de 1960, porém foi inaugurada em 29 de janeiro de 1961 pelo presidente Juscelino Kubitschek, a dois dias do fim do seu mandato. A obra foi considerada por Kubitschek como uma das maiores realizações de seu governo.
Um ano depois, na gestão Jânio Quadros, a obra foi acusada de superfaturamento. Após a abertura da ponte, a população de Estreito subiu de 2 mil para 15 mil habitantes. O crescimento populacional desordenado fez com que em 1964 surgisse uma epidemia de malária na região.

## Desabamento

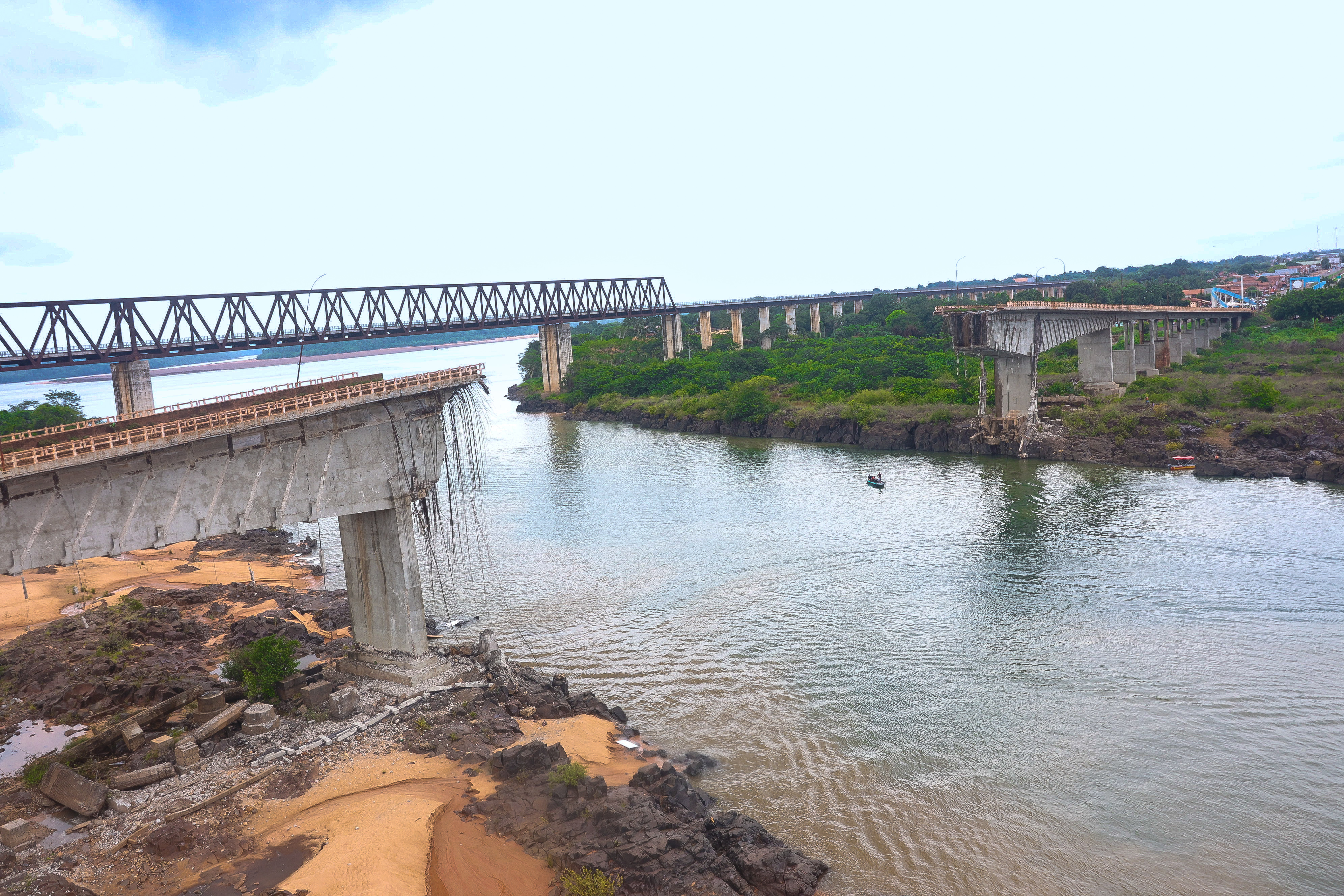
Ponte após o desabamento, em dezembro de 2024

Relatórios do Departamento Nacional de Infraestrutura de Transportes (Dnit) desde 2019 mostravam que a ponte já dava sinais de desgaste. A estrutura era classificada no nível 2 de conservação, com sinal amarelo, sendo 1 o pior índice e 5 a melhor conservação, segundo o Índice de Condição de Manutenção. A classificação nível 2 indica possibilidade de problemas estruturais ou funcionais nessas pontes, requerendo ação prioritária. Danos no concreto, armaduras expostas, falhas nos pilares e outros danos são alguns dos problemas apresentados por pontes nessa categoria de índice do ICM.
Em maio de 2024, o governo Lula havia feito uma licitação para a reforma da ponte com um custo de 13 milhões de reais. Mas nenhuma das 12 empresas participantes ganharam o edital pois 1 estava inabilitada e 11 estavam com documentos inapropriados para a participação do certame.
No dia 22 de dezembro de 2024, a ponte desabou. De acordo com as autoridades, três caminhões, três motos e um carro estavam sobre a ponte no momento do colapso. Dez pessoas morreram e sete estão desaparecidas. Um vereador chamado Eliás Júnior que denunciava a má condição da ponte em um vídeo acabou registrando o desabamento da ponte.
No desabamento, além de outros veículos que caíram, duas carretas que transportavam 76 toneladas de ácido sulfúrico e 22 mil litros de agrotóxicos também caíram no rio Tocantins, contaminado as águas e causando uma enorme catástrofe ambiental, fazendo com que todas as localidades a jusante da ponte emitissem alertas de contaminação por consumo de águas e fontes proteicas do rio.
A ponte ferroviária vizinha, Ponte Ferroviária Estreito-Aguiarnópolis, permaneceu intacta ao desabamento.

## Reconstrução
O que restou da ponte foi implodido no dia 2 de fevereiro de 2025, gerando 7 toneladas de entulhos, que foram removidos aos poucos. Uma nova ponte deve ficar pronta até o final de 2025.